# 183 Istria
Istria (asteroide 183) é um asteroide da cintura principal com um diâmetro de 35,43 quilómetros, a 1,8157795 UA. Possui uma excentricidade de 0,349925 e um período orbital de 1 705,08 dias (4,67 anos).
Istria tem uma velocidade orbital média de 17,82144552 km/s e uma inclinação de 26,37466º.
Este asteroide foi descoberto em 8 de Fevereiro de 1878 por Johann Palisa.